# Eye Cue
 Ikke at forveksle med EyeQ.
Eye Cue er en makedonsk musikgruppe bestående af Bojan Trajkovski, Marija Ivanovska og Ivo Mitkovski. Gruppen repræsenterede Makedonien i Eurovision Song Contest 2018 med sangen "Lost and Found". Den opnåede en 18. plads i Semifinale 1 og var derfor ikke kvalificeret til finalen.